# Planned Parenthood contro Casey
Planned Parenthood v. Casey è stata una importante sentenza della Corte Suprema dei Stati Uniti sull'aborto, pubblicata nel 1992. Confermando il diritto costituzionale all'aborto previsto dalla sentenza Roe v. Wade, ha superato il principio dei trimestri, affermando che l'aborto è un diritto costituzionalmente tutelato solo quando il feto è incapace di vivere fuori dal ventre materno, ossia a 23 o 24 settimane dal concepimento, e ha rimosso il criterio dello strict scrutiny per le leggi relative ad esso, sostituendolo con quello dell'undue burden, ossia del "fardello ingiusto".
È stata annullata dalla sentenza Dobbs contro Jackson Women's Health Organization del giugno 2022, che ha affermato che non c'è alcun diritto all'aborto nella Costituzione federale, ridando la materia in mano agli Stati dell'Unione.

## Riferimenti
- Il testo della sentenza